# Actidium coarctatum
Actidium coarctatum är en skalbaggsart som först beskrevs av Alexander Henry Haliday 1855.  Actidium coarctatum ingår i släktet Actidium, och familjen fjädervingar. Enligt den svenska rödlistan är arten nationellt utdöd i Sverige. . Arten har tidigare förekommit i Götaland men är numera lokalt utdöd. Artens livsmiljö är havsstränder.